# Uwe Ochsenknecht
Uwe Adam Ochsenknecht, né le 7 janvier 1956 à Biblis (Allemagne), est un acteur et chanteur allemand.

## Filmographie partielle

### Au cinéma
- 1981 : Das Boot : Chief Bosun
- 1984 : Der Rekord : Rico
- 1984 : Wenn ich mich fürchte
- 1985 : Mes deux hommes : Stefan Lachner
- 1985 : Die Sache ist gelaufen : Jürgen Weck
- 1985 : Parker : Boots Man
- 1985 : Vergeßt Mozart de Miloslav Luther : Emanuel Schikaneder
- 1986 : Rotlicht! : Uwe Rühle
- 1986 : La Révolte des pendus (La Rebelión de los colgados)
- 1986 : Operation Dead End : Boris
- 1988 : Die Stimme : Patrick
- 1988 : Die Dollarfalle
- 1989 : Geld : Werner Mueller
- 1989 : Doppelgänger : Harry / Wolf
- 1990 : Butterbrot : Stefan
- 1990 : Feu, Glace et Dynamite : Victor
- 1991 : De plein fouet : Paul
- 1992 : Schtonk ! : Fritz Knobel
- 1993 : Ein Mann für jede Tonart : Klaus Klett
- 1993 : Kaspar Hauser : Ludwig van Baden
- 1993 : E quando lei morì fu lutto nazionale
- 1994 : Mona Must Die : Eddie von Snead
- 1994 : Einfach nur Liebe : Pillgrimm
- 1994 : Felidae : Archie (voix)
- 1996 : Das Zauberbuch : Chytrous
- 1996 : Honigmond : Burton
- 1997 : Ballermann 6 : caméo
- 1997 : Weihnachtsfieber : Fritz Mauser
- 1998 : Widows - Erst die Ehe, dann das Vergnügen : Erich Dollinger
- 1998 : ¿Bin ich schön? : Bodo
- 1999 : Otages en péril (Diplomatic Siege) : col. Peter Vojnovic
- 1999 : Illumination garantie (Erleuchtung garantiert) : Uwe
- 2000 : Schrott - Die Atzenposse : Ecki
- 2000 : Fußball ist unser Leben : Hans Pollak
- 2000 : Der tote Taucher im Wald : Ingo Tiburski
- 2003 : Die wilden Kerle - Alles ist gut, solange du wild bist! : Vater Maxi
- 2003 : Luther : le pape Léon X
- 2005 : Vom Suchen und Finden der Liebe : Theo Stokowski
- 2005 : Die wilden Kerle 2 : le père de Maxi / le père de Max
- 2005 : Lune de guerre : Franz Berger
- 2006 : Les Particules élémentaires (Elementarteilchen) : le père de Bruno
- 2006 : Die wilden Kerle 3 : le père de Maxi
- 2007 : Die wilden Kerle 4 : le père de Maxi
- 2007 : Pourquoi les hommes n'écoutent jamais rien et pourquoi les femmes ne savent pas lire les cartes routières (Warum Männer nicht zuhören und Frauen schlecht einparken) : Jonathan Armbruster
- 2008 : Crash : Vater Reinhard
- 2008 : Sommer : Tims Vater
- 2008 : Lauf um Dein Leben - Vom Junkie zum Ironman : Oscar
- 2008 : Les Chevaliers du roi (De brief voor de koning) : Rafox
- 2009 : Lippels Traum : Konrektor Färber / Herbergswirt
- 2009 : Männersache : Susis Vater Bernd
- 2009 : Zweiohrküken : Dr Eisenberger
- 2010 : Zeiten ändern dich : le père de Selina
- 2012 : Kleine Morde : Richter Brinkhoff
- 2012 : Ludwig II. : Prinz Luitpold
- 2013 : Das kleine Gespenst : Der Bürgermeister / General Torsten Torstenson
- 2014 : Nena : Martin
- 2015 : Jet Lag (Unfinished Business) : Maarten Daaervk
- 2015 : Winnetous Sohn : General
- 2016 : Stadtlandliebe : Volker Garms
- 2016 : Willkommen bei den Hartmanns de Simon Verhoeven (de) :
- 2017 : No Hate de Jakob Gisik : Paul Weimann
- 2017 : Anna Fucking Molnar de Sabine Derflinger
- 2017 : Burg Schreckenstein 2 – Küssen (nicht) verboten de Ralf Huettner
- 2018 : Vielmachglas de Florian Ross
- 2018 : Jim Knopf und Lukas der Lokomotivführer de Dennis Gansel
- 2019 : Benjamin Blümchen de Tim Trachte
- 2019 : Ich war noch niemals in New York de Philipp Stölzl
- 2020 : Narziss und Goldmund de Stefan Ruzowitzky
- 2020 : Jim Knopf und die Wilde 13 de Dennis Gansel
- 2022 : Die Geschichte der Menschheit – leicht gekürzt d'Erik Haffner

### À la télévision
- 1980 : Inspecteur Derrick (La Seconde Mortelle) : Achim Rudolf
- 2000 : Dune (mini-série) : Stilgar
- 2001 : Les Croisés (Crociati) de Dominique Othenin-Girard (téléfilm)
- 2009 : Coma idyllique (Böses Erwachen) de Urs Egger (téléfilm)
- 2009 : L'Amour au bout du chemin (Ein Date fürs Leben) de Andi Niessner (téléfilm)
- 2011 : Amigo, la fin d'un voyage de Lars Becker (téléfilm)
- 2012 : Appelez le 112 (Die Geisterfahrer) de Lars Becker (téléfilm)
- 2016 : Berlin 56 (Ku’damm 56) (mini-série) : Fritz Assmann
- 2017 : Charité
- 2018 : Berlin 59 (Ku’damm 59) (mini-série) : Fritz Assmann
- 2021 : Berlin 63 (Ku’damm 63) (mini-série) : Fritz Assmann